# Allen Melancthon Sumner

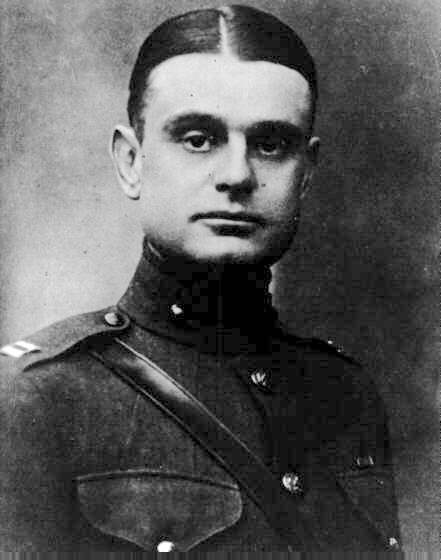
Allen Melancthon Sumner

Allen M. Sumner (geboren am 1. Oktober 1882 in Boston; gestorben am 19. Juli 1918 nahe Soissons, Frankreich) war ein Offizier im United States Marine Corps.

## Biografie
Sumner ging ursprünglich auf die in Boston gelegene Harvard University. Er verließ sie, nachdem er einen Platz in der United States Naval Academy in Annapolis, Maryland bekam. Daraufhin verfolgte er eine militärische Karriere und wurde am 17. März 1907 zum Unterleutnant des Marine Corps. Bis 1909 war er in bei der Naval Academy stationiert, als er mit dem 1st Provisional Regiment of Marines nach Cuba beordert wurde. Vor seinem Ruhestand im Januar 1914 diente er kurzzeitig auf dem Hilfskreuzer USS Prairie.
Im April 1917 wurde Sumner in Folge des Kriegsausbruchs zurückbestellt und nahm am 5. Juli 1917 wieder seinen aktiven Dienst auf. Ab August 1917 war er Teil der 81st Company des 1st Machine Gun Battalion. Am 14. Dezember 1917 fuhr er mit seiner Einheit auf der USS DeKalb (der ehemaligen Prinz Eitel Friedrich) aus New York in Richtung Europa, wo er an Silvester 1917 in Saint-Nazaire ankam. Nach einem Training in den Vogesen erreichte er im März 1918 die Front nahe Verdun. Zu diesem Zeitpunkt hatte er den Rang eines Captains inne. Bis zu seinem Tod am 19. Juli 1918 nahm er an mehreren Kampfhandlungen teil. Es ist unklar, ob Sumner einer Artilleriegranate oder einem Luftangriff zum Opfer fiel.
Sumner erhielt für seine Taten das Croix de guerre und drei Silver Stars.

## Namensgeber
Zwei Schiffe wurden nach Allen M. Sumner benannt (zwei weitere nach Thomas Sumner). Darunter die Sumner und die Allen M. Sumner. Das letztere war das Typschiff und somit namensgebend für die Allen-M.-Sumner-Klasse von 58 Zerstörern.